# یورگن یورگنسن
یورگن یورگنسن (Jørgen Jørgensen) (نام هنگام تولد: Jürgensen و بعد از ۱۸۱۷ به Jorgenson تغییر کرد) (زادهٔ ۲۹ مارس ۱۷۸۰ – درگذشتهٔ ۲۰ ژانویه ۱۸۴۱)، ماجراجوی دانمارکی در جریان عصر انقلاب بود. کشتی او در جریان عملیات ۲ مارس ۱۸۰۸ توسط نیروهای بریتانیایی دستگیر گردید. در ۱۸۰۹ میلادی، او توسط کشتی به ایسلند رفت، این کشور را از دانمارک مستقل اعلام نموده و خود را حاکم آن تعریف کرد. او با پیروی از مثال‌های ایالات متحده و جمهوری اول فرانسه، تصمیم داشت تا یک جمهوری جدید پایه‌گذاری نماید. او همچنین یک نویسنده پُربار بود و نامه‌ها، نوشته‌ها، جزوه‌ها و مقالات زیادی در رابطه با موضوعات مختلف نوشته بود و همچنین برای مدتی به عنوان دستیار گیاه‌شناس مشهور ژورف بنکس و ویلیام جکسون هوکر خدمت می‌کرد. او صدها دست‌خط و نقاشی از خود به‌جا گذاشت که بیشتر آنها در کتابخانه بریتانیا گردآوری شده‌است. مارکوس کلارک، یورگنسن را به عنوان «یک پوینده اقبال و فرد بسیار ماهر – یکی از جذاب‌ترین ستاره‌های انسانی که در تاریخ ثبت شده‌است» توصیف کرد.

## زندگی‌نامه
یورگنسن دومین فرزند ساعت‌ساز سلطنتی یرگن یرگنسن بود. دو برادر او نیز ساعت‌ساز بودند؛ برادر بزرگتر او، اربان یرگنسن در سطح بین‌المللی معروف بود. یورگنسن در سن ۱۵ سالگی مدرسه را تمام کرد و نزد کاپیتان هنری ماروود که کاپیتان کشتی بریتانیایی انتقال دهنده ذغال سنگ، جایون بود به عنوان شاگرد شروع به خدمت کرد. در ۱۷۹۹ میلادی، او با کشتی به کیپ‌تاون رفت و از آنجا در ۱۸۰۰ میلادی به بندرگاه جکسون که مستعمره جدید بریتانیا بود رفته و از آنجا وارد نیوزیلند شد. در ۱۸۰۱ میلادی او به خدمه کشتی لیدی نیلسون ملحق شد. به عنوان عضو خدمه کشتی، یورگنسن هنگام تأسیس نخستین زیستگاه‌های ریزدون کوف و سولیوانز کوف در وان دیمنیز لند حضور داشت و در آن زمان این جزیره به‌نام جزیره تاسمانی نام نهاده شد. از او به عنوان بنیان‌گذار شهر هوبارت تاون که حالا معروف به هوبارت است یادآوری گردیده و هنوز هم در میان مردم محلی یک قهرمان پنداشته می‌شود.
او به عنوان یاور ناخدای کشتی شکار نهنگ، الکساندر انتخاب گردیده و از طریق همین کشتی به انگلستان بازگشت نموده و در ژوئن ۱۸۰۶ به گریوزند رسید.
در ۱۸۰۷ میلادی، هنگامی که یورگنسن از خانواده‌اش دیدار می‌کرد، شاهد جنگ کپنهاگ بود و چندی بعد فرماندهی یک کشتی کوچک دانمارکی، آدمایرال جول به وی داده شد. در ۱۸۰۸ میلادی، او وارد نبرد دریایی با اچ‌ام‌اس سافو شد؛ بریتانیایی‌ها آدمایرال جول را به عنوان یک کشتی جنگی خصوصی دستگیر کردند. در ۱۸۰۹ میلادی، هنگامی که او در آزادی مشروط به‌سر می‌برد، به یک تاجر پیشنهاد نمود که یک مسافرت دریایی به ایسلند می‌تواند بسیار سودآور باشد، چون در آن زمان دانمارک تجارت در ایسلند را در انحصار خود داشت و مردم در آنجا با کمبود مواد غذایی دچار بودند. یورگنسن سفر دریایی کلارینس را به عنوان مترجم همراهی کرد. این سفر دریایی موفق به انجام هیچ‌گونه تجارت نشد، چون این کشتی یک کشتی بریتانیایی بود و در آن زمان دانمارک-نروژ و پادشاهی متحد بریتانیای کبیر و ایرلند باهم در جنگ بودند. پس از مدت کوتاهی، یورگنسن سوار یک کشتی دیگر شد. پس از اینکه کشتی در ایسلند رسید، خدمه کشتی دریافت که حکومت جدید دانمارکی و نروژی، کونت آف تریمپ، هنوز هم اجازه تجارت را نداده بود. یورگنسن با کمک سایر خدمه‌های کشتی، توانست حاکم ایسلند را دستگیر نموده و خود را به عنوان «حافظ» اعلام نماید، وی همچنین وعده سپرد هر زمان که مردم ایسلند خود توانایی حکومت کردن را به‌دست آوردند، او مجلس قانون‌گذاری ایسلند (آلدینگ) را مجدداً ابقا خواهد کرد. او با الهام‌گیری از جمهوری‌های در حال ظهور در آمریکا و اروپا، می‌خواست تا یک جامعه لیبرال را پایه‌گذاری نماید. با رسیدن اچ‌ام‌اس تالبوت دو ماه بعد، حکومت دانمارکی دوباره بازگردانده شد، یرگون دوباره به انگلستان برگردانده شده و توسط هیئت حمل و نقل مورد محاکمه قرار گرفت که طبق آن او به عنوان یک اسیر جنگی به جرم نقض آزادی مشروط مجرم شناخته شد. او در ۱۸۱۱ میلادی از بند آزاد گردید.
یورگنسن چند سال بعدی را در لندن گذراند، در آنجا بیش از حد می‌نوشید و بی‌وقفه قمار می‌زد و در نتیجه بدهی قابل‌توجهی برای خود جمع کرد که باعث محکومیت و حبس وی شد. هنگام آزاد شدن از زندان در ۱۸۱۲ میلادی، او به اسپانیا، پرتغال و جبل‌الطارق سفر کرد و هنگام بازگشت به لندن، دوباره از سوی طلب‌کارانش دستگیر گردیده و بار دیگر به زندان افکنده شد. پس از اینکه یورگنسن مکاتبه را با وزارت خارجه بریتانیا آغاز کرد، او در اداره اطلاعات بریتانیا استخدام گردیده و مشغول ترجمه اسناد شد، با نزدیک شدن جنگ ناپلئونی او به عنوان جاسوس به سراسر فرانسه و آلمان سفر کرد. در ۱۸۱۵ میلادی، یورگنسن شاهد نبرد واترلو بود. هرچند او هیچگاه در نبرد شرکت نداشت، اما تا حدی نزدیک به محل نبرد موظف شده بود. پس از بازگشت به انگلستان، یورگنسن شروع به نوشتن گزارش‌ها، مدارک و مقالات نمود، اما پس از متهم شدن به دزدی در ۱۸۲۰ میلادی او در زندان نیوگیت محبوس شد، چندی بعد از زندان آزاد شده و پس از اینکه نخواست تا بریتانیا را ترک کند (یکی از شروط آزادی مشروط وی بود) دوباره به زندان افکنده شد. حکم اعدام وی بنا بر تلاش‌های یک دوست برجسته‌اش تخفیف داده شد، پس از آن او تنها سه سال دیگر را در زندان نیوگیت سپری کرد و در ۱۸۲۵ میلادی از طریق کشتی وودمان به استرالیا منتقل گردید.
پس از گذراندن پنج ماه در دریا، یورگنسن در ۱۸۲۶ میلادی دوباره به تاسمانی رسید. در ۱۸۲۷ میلادی، پس از اینکه یورگنسن از جریان سندهای ساختگی خزانه‌داری جلوگیری کرد، گروهی از بازرگانان به رهبری انتونی فین کمپ از فرماندار تاسمانی دادخواست نمودند تا معافیت مشروط به وی اعطاء گردد. یورگنسن چندین سفر اکتشافی در تاسمانی را رهبری نموده و توسط شورای وان دیمنیز لند به عنوان پاسبان انتخاب گردید، او در این سمت خود در جنگ پاکسازی بومیان «سیاه» شرکت نمود. یورگنسن در ۱۸۳۵ میلادی آزادی خود را به‌دست‌آورد، اما به زندگی در تاسمانی ادامه داد. او در ۱۸۳۱ میلادی با یک مجرم ایرلندی، نورا کوربیت، ازدواج کرد و به تاریخ ۲۰ ژانویه ۱۸۴۱ در بیمارستان کولونیل درگذشت.
ساکنین ایسلند از یورگنسن به عنوان Jörundur hundadagakonungur («جورگنسن، شاه روزهای سگی») یاد می‌کنند، این اصطلاح به زمانی اشاره دارد که ستاره شباهنگ در آسمان ظاهر می‌شود.